# アメリカ合衆国憲法修正第4条

アメリカ国立公文書記録管理局所蔵の権利章典。

アメリカ合衆国憲法修正第4条（アメリカがっしゅうこくけんぽうしゅうせいだいよんじょう、英語: Fourth Amendment (またはAmendment IV) to the United States Constitution）は、アメリカ権利章典の一部であり、不合理 (unreasonable) な捜索および押収を禁止し、また令状 (warrant) を発給する上での条件を定める。令状は、裁判官 (judge) または司法官 (magistrate) によって発行され、相当な理由 (probable cause) によって正当化され、宣誓 (oath) または確約 (affirmation) によって裏付けられていなければならず、また捜索されるべき場所および押収されるべき人または物を個別具体的に (particularly) 記述していなければならない。
修正第4条についての判例法は、3つの主要な論点を扱う。政府のどのような活動が「捜索」や「押収」なのか、何が捜索および押収を行うための相当な理由を構成するのか、そして修正第4条の権利の侵害をどのように処理するのかである。初期の裁判例はこの修正条項の適用範囲を財産または身体への物理的な侵害に限定していたが、カッツ対合衆国事件（1967年）において、合衆国最高裁判所はこの条文による保護は物理的な場所のみならず個人のプライバシーに対する侵害にも及ぶと判示した。ほとんどの捜索押収活動について令状が必要とされるが、最高裁は同意ある捜索、自動車内の捜索、プレインビューにある証拠、緊急状況、国境での捜索やその他の状況について一連の例外を打ち立ててきた。
違法収集証拠排除法則 (exclusionary rule) はこの修正条項が執行される方法の一つである。ウィークス対合衆国事件（1914年）で確立されたこの法則は、修正第4条違反の結果として入手された証拠は通例刑事裁判において証拠能力を持たない (inadmissible) とする。違法な捜索のその後の結果として発見された証拠も、「毒樹の果実」として証拠能力を持たない場合がある。例外は、それが合法な手段によっても不可避的に発見されていたであろう場合である。
修正第4条は、1789年に反連邦主義者らの新憲法への反対に対応してジェームズ・マディソンによって権利章典の他の修正条項とともに連邦議会に提出された。連邦議会は1789年9月28日にこの修正条項を各州に付託した。1791年12月15日までに、全州のうち必要な4分の3がこれを批准した。1792年3月1日、トーマス・ジェファーソン国務長官はこれが正式に憲法の一部であると宣言した。
権利章典は当初は州以下の政府には適用されなかったこと、およびアメリカの歴史の最初の1世紀において連邦による刑事捜査は一般的でなかったことから、修正第4条についての20世紀以前の意義のある判例法はわずかしかない。この修正条項はマップ対オハイオ州事件（1961年）において修正第14条の適正手続条項を通じて州以下の政府に適用された。

## 条文
日本語訳例1
国民が、不合理な捜索および押収または抑留から身体、家屋、書類および所持品の安全を保障される権利は、これを侵してはならない。いかなる令状も、宣誓または宣誓に代る確約にもとづいて、相当な理由が示され、かつ、捜索する場所および抑留する人または押収する物品が個別に明示されていない限り、これを発給してはならない。
日本語訳例2
不合理な捜査又は逮捕若しくは押収に対し、人民が身体、家宅、書類及び財産の安全を保障される権利は、これを侵害することができない。令状は、すべて宣誓若しくは確約に支持される信頼するに足る原因に基き、かつ、捜査せらるべき場所及び逮捕又は押収されるべき人又は物件を特に指定して発給されなければならない。

## 背景

### イギリス法

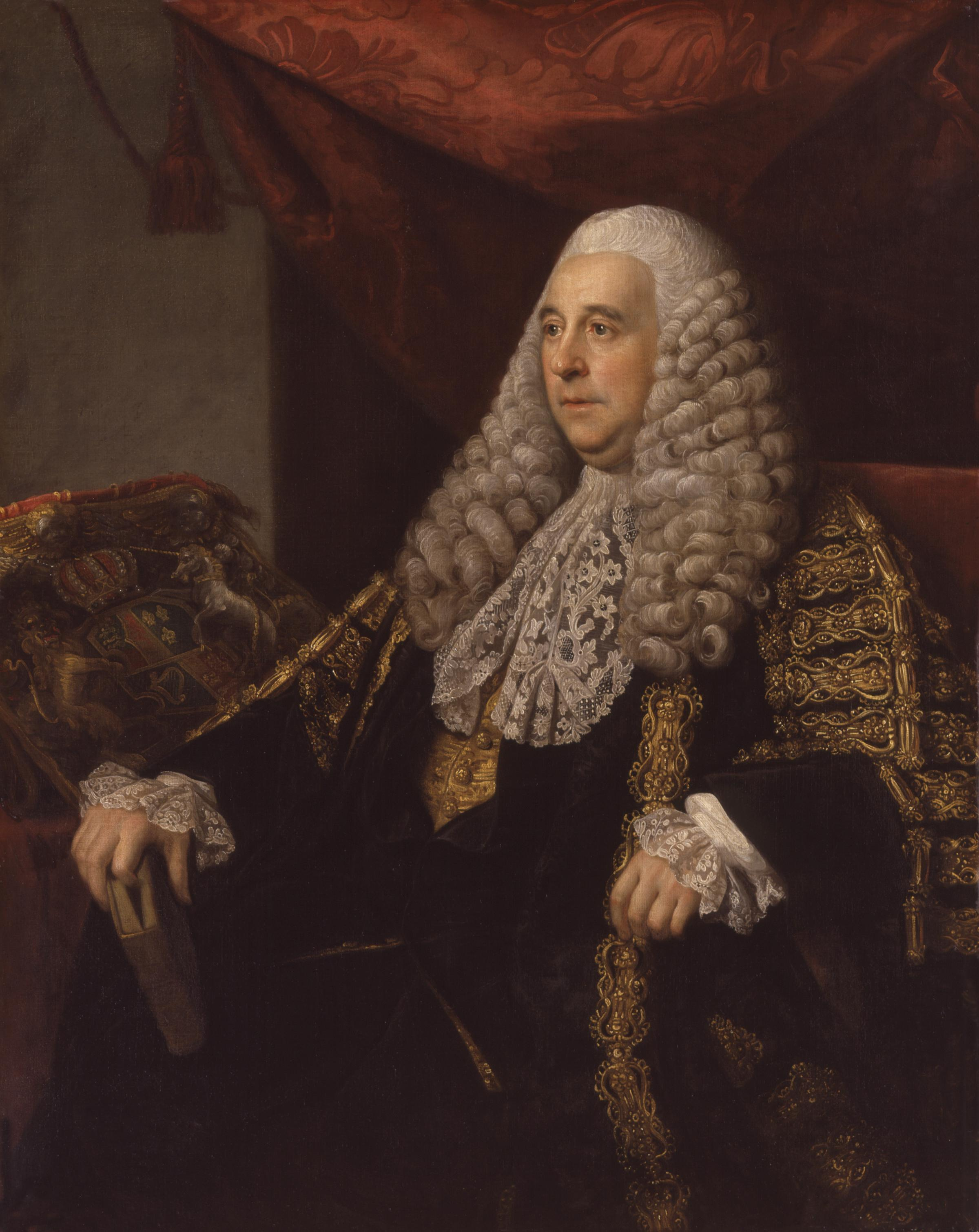
初代カムデン伯爵チャールズ・プラットは一般捜索令状に対抗するイギリスにおけるコモン・ロー上の先例を確立した。

アメリカ法の他の多くの分野と同じように、修正第4条もその起源をイギリス法理に求められる。シーメイン事件（1604年）において、エドワード・コークは述べた: 「各人の家屋は彼にとって城にして要塞のようなものであり、休息のためのみならず、権利侵害 (injury) や暴力に対する防御のための場所でもある。」 シーメイン事件は国王はその臣民の住居に立ち入る (intrude) 無制限の権限を有するものではないと認定したが、政府の役人はその目的が合法であり、令状が取得されているという特定の条件の下で捜索押収を実施することを許されると認めた。
1760年代は、ジョン・ウィルクスの出版物に関連する資料を探して一般令状を用いて家宅捜索を実施した国の役人に対する訴訟の激しさの増加を見た。これらの事件の中で最も有名なものは、その自宅が第2代ハリファックス伯爵ジョージ・モンタギュー＝ダンクによって発行された「『ザ・モニター: オア、ブリティッシュ・フリーホルダー、第257・357・358・360・373・376・378・380号』との題名が付された複数の非常に扇動的な週刊紙の著者またはその執筆に関与した者を求め、厳格かつ入念な捜索を行うこと」を許可する令状に依拠した国王使者ネイサン・キャリントン (Nathan Carrington) とその他の者たちによって強制的に立ち入られ、印刷された図表、パンフレット、およびその他の資料を押収されたジョン・エンティックが関わった。エンティックはエンティック対キャリントン事件として訴訟を提起し、1765年に国王座裁判所（高等法院国王座部）で口頭弁論に出席した。初代カムデン伯爵チャールズ・プラットは、当該令状はエンティックの書類すべて——犯罪的なもののみならず——の押収を許可したものであり、そしてこの令状は当該捜索を正当化するための相当な理由さえも欠いていたため、当該捜索・押収のいずれもが不法であったと判示した。「我々の法はあらゆる人の財産を神聖なものとしており、誰も自らの足を隣人の囲い地 (close) に彼の許可なくして踏み入れることができないほどだ」と判示したことで、エンティックは行政府は私有財産への立入りにおいてコモン・ローによって制限されているとするイングランドでの前例を確立した。

### 植民地アメリカ
一方で、植民地アメリカの家屋は、イギリスのカウンターパートと同様の不可侵性を享受していなかった。なぜならば、法律が税関に対するイギリスの徴税政策を可能にするように明示的に記されていたからである; 実際、1750年まで、治安判事向けの便覧に語義が載っていた唯一の令状の種類は一般令状 (general warrant) であった。学者ウィリアム・カディーが「植民地での一般的捜索のエピデミック」と呼んだ時代、当局はほんの少しの監視の下、いつでも何でも捜索することができる、ほとんど無限の権力を保有していた。

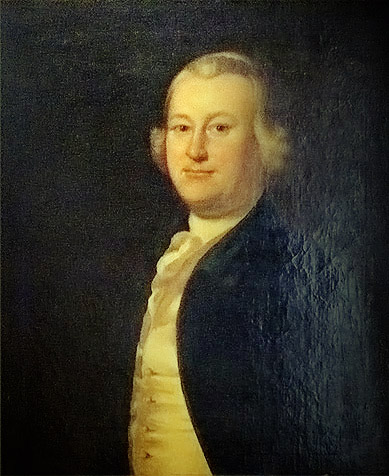
マサチューセッツの弁護士ジェイムズ・オーティスは、アメリカ諸植民地におけるイギリスの一般令状の使用に抗議した。

1756年、マサチューセッツ植民地が一般令状の使用を禁止した。これが、押収権の使用を制限したアメリカ史上初の法律となった。その制定は、税関の対象となる物品の使用用途に関して入植者を尋問する無制限の権力を収税吏に与えた1754年物品税法 (Excise Act of 1754) への大衆の大規模な抗議に大きく由来するものだった。またこの法律は、徴税官に入植者の住居を捜索して「禁止された、未通関の」物品を押収することを認める援助令状 (writ of assistance) と呼ばれる一般令状の一種の使用を許可した。
1760年12月27日、国王ジョージ2世が10月23日に崩御したというニュースがボストンに届いたとき、援助令状をめぐって危機が勃発した。すべての令状は国王の崩御から6か月後に自動的に失効するため、有効であるためには新しい国王であるジョージ3世によって再発行される必要があった。
1761年1月中旬、ジェイムズ・オーティスによって代表された50人以上の商人のグループが、この問題について審理 (hearing) を行うよう裁判所に請願した。1761年2月23日の5時間にわたる審理において、オーティスは一般令状や援助令状を是認していることを含め、イギリスの植民地政策を激しく糾弾した。しかし、裁判所はオーティスに不利な判決を下した。オーティスが発言していた際に法廷にいた後の大統領ジョン・アダムズは、これらの出来事を「アメリカ革命が始まった火花」とみなした。
これらの令状を攻撃することで築いた名声により、オーティスはマサチューセッツ植民地議会議員に選出され、特別な援助令状が「税関のいずれかの官吏からの宣誓の下での情報に基づいて裁判官または治安判事によって付与される」よう求め、それ以外のあらゆる令状 (writ) を禁止する法律が可決されるのを助けた。総督は、それがイギリス法や議会の主権に背くとして、この法案を破棄した。
一般令状がもたらした危険に鑑み、バージニア権利章典（1776年）は一般令状の使用を明文で禁止した。この禁止は修正第4条の前身となった:
That general warrants, whereby any officer or messenger may be commanded to search suspected places without evidence of a fact committed, or to seize any person or persons not named, or whose offense is not particularly described and supported by evidence, are grievous and oppressive and ought not to be granted.
官吏または使者が、疑いのある場所を犯罪事実の証拠なしに捜索するように、または名が示されていないかその罪状が具体的に記述され証拠に支持されていない人もしくは人々を押収するように命令される、あの一般令状は、凶悪かつ弾圧的であるため、発給されるべきではない。
ジョン・アダムズによって記され、1780年にマサチューセッツ州憲法の一部として法律化されたマサチューセッツ権利宣言の第XIV条は、すべての捜索は「合理的」(reasonable) でなければならないという要請を追加し、修正第4条の文言のもう一つの基礎となった:
Every subject has a right to be secure from all unreasonable searches, and seizures of his person, his houses, his papers, and all his possessions. All warrants, therefore, are contrary to this right, if the cause or foundation of them be not previously supported by oath or affirmation; and if the order in the warrant to a civil officer, to make search in suspected places, or to arrest one or more suspected persons, or to seize their property, be not accompanied with a special designation of the persons or objects of search, arrest, or seizure: and no warrant ought to be issued but in cases, and with the formalities, prescribed by the laws.
すべての臣民は、その身体、家屋、書類およびすべての所持品のあらゆる不合理な捜索および押収から安全となる権利を有する。したがって、あらゆる令状は、その理由または根拠が宣誓または確約によって事前に支持されていない場合、およびその令状における、疑いのある場所に捜索を行い、または1人もしくはそれ以上の人数の疑いのある人物を逮捕し、またはその財産を押収すべきという文官への命令に、当該捜索、逮捕、または押収する人物もしくは物体の特別の指定が伴っていない場合、この権利に反する。そしていかなる令状も、法律で規定される場合以外に、またそこで規定される手続きを経ないで、発行されるべきではない。
1784年までに、8州の憲法が一般令状を禁止する規定を含んでいた。

## 提案と批准
連合規約の下での数年間の比較的弱い政府の後、フィラデルフィアでの制憲会議は1787年9月17日により強力な最高行政官やその他の変化を目玉とする新しい憲法を提案した。制憲会議の代議員であり、バージニア権利章典の起草者であるジョージ・メイソンは、市民的自由 (civil liberties) を列挙し保障する、権利の文書 (bill of rights) が含まれるべきだと提案した。その他の代議員——後の権利章典の起草者ジェームズ・マディソンを含む——は、現存する州ごとの市民的自由の保障で十分であり、一つ一つの権利を数え上げようとするいかなる試みも、他の名もなき権利は保護されないと示唆することになる恐れがあると主張し、反対した。短い討論の後、メイソンの提案は州の代議員団らによる全会一致の投票で否決された。
憲法が批准されるためには、13の州のうち9州が州議会でそれを承認することが求められた。批准への反対論（反連邦主義 (Anti-Federalism)）は、特に憲法の市民的自由の十分な保障の欠如に基づいていた。大衆感情が批准に反対であった州（バージニア州、マサチューセッツ州、ニューヨーク州を含む）にいた憲法の支持者たちは、自らの州議会が憲法の批准と権利の文書の追加の請願の双方を行うことを首尾よく提案した。4州の議会が、新連邦政府の捜索を実施する権力に対する何らかの形の規制を提案した。

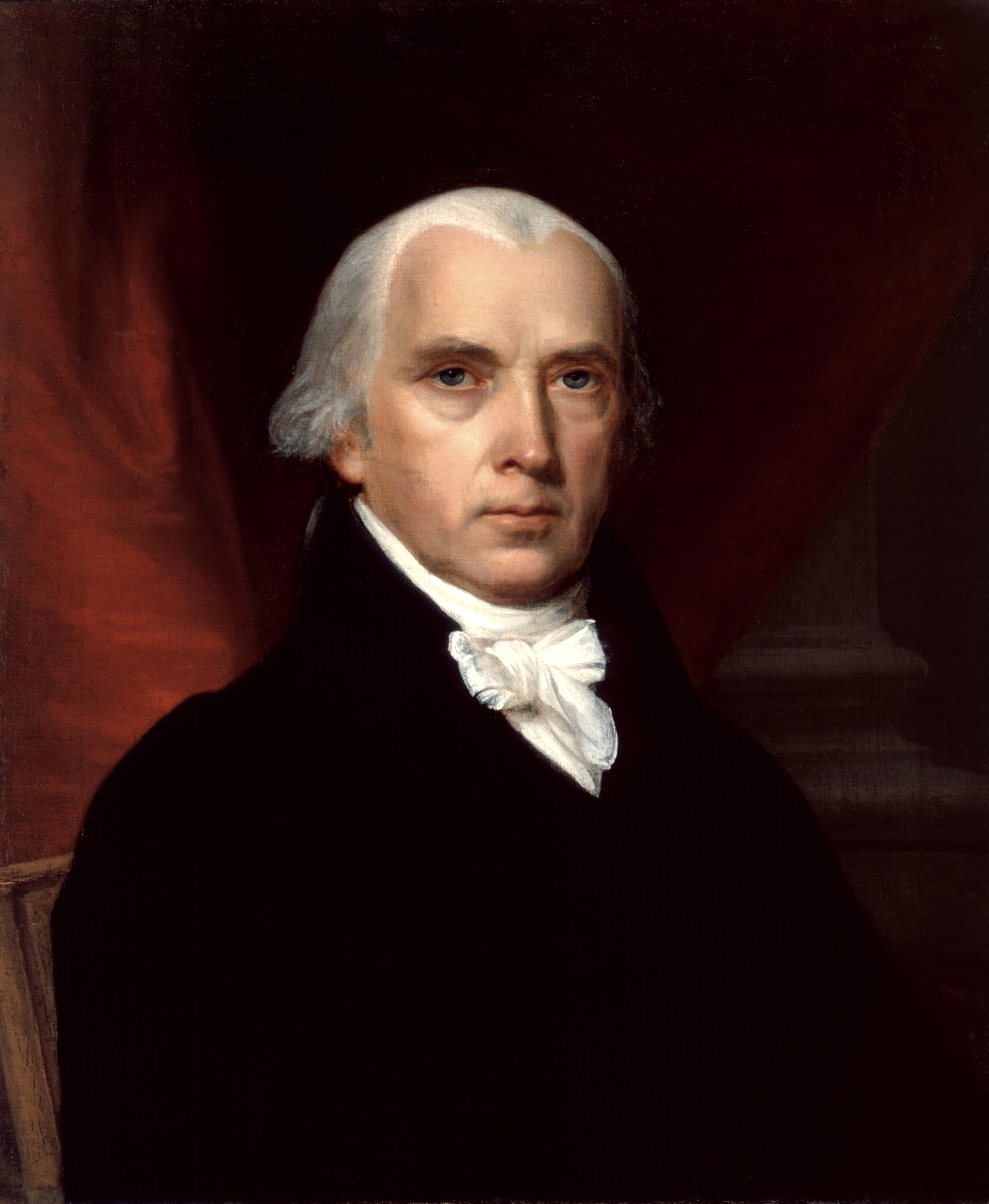
権利章典の起草者、ジェームズ・マディソン。

これらの州立法府の要請を受けて、アメリカ合衆国第1議会において、ジェームズ・マディソンが、政府の捜索に対し相当な理由 (probable cause) を要求する条項を含む、各州の権利の文書や1689年権利章典のようなイギリスの典拠に基づく20か条の憲法修正条項を提案した。議会はマディソンが提案した20か条の修正条項を12か条に削減し、捜索および押収についてのマディソンの文言に修正を加えた。最終的な文言は1789年9月25日に批准を求めて各州に付託された。
権利章典が批准のために各州に付託された頃までに、どちらの党派においても意見が変わっていた。かつては権利章典に反対していた多くの連邦主義者は、今や反連邦主義者たちの最も有力な批判を封じる手段として章典を支持していた。翻って反連邦主義者らは、章典の採択は自分たちが望む第二制憲会議の実現可能性を大きく低下させるだろうということに気づき、今ではそれに反対していた。リチャード・ヘンリー・リーなどの反連邦主義者たちは、この章典は連邦司法府や直接課税のような憲法のうち最も反対すべき部分をそのままにしているとも主張した。
1789年11月20日、ニュージャージー州が12か条の修正条項のうち第4条を含む11か条を批准した。それぞれ1789年12月19日、1789年12月22日、1790年1月19日にメリーランド州、ノースカロライナ州、サウスカロライナ州が全12修正条項を批准した。それぞれ1790年1月25日と28日にニューハンプシャー州とデラウェア州が章典の12修正条項のうち第4条を含む11か条を批准した。これにより批准した州の合計が必要な10州のうち6州となったが、他の州では手続きは遅延した: コネティカット州とジョージア州は権利章典を不必要と見なして批准を拒否し、マサチューセッツ州は修正条項の大部分を批准したが、そうしたという正式な通知を国務長官に送らなかった（これらの3州はすべて後の1939年に150周年記念として権利章典を批准することとなる。）。
1790年2月から6月にかけて、ニューヨーク州、ペンシルベニア州、ロードアイランド州がそれぞれ修正条項のうち第4条を含む11か条を批准した。バージニア州は当初議論を延期したが、1791年にバーモント州が連合に加盟して以降、批准に必要な州の総数は11に増加した。バーモント州は1791年11月3日に全12修正条項を承認して批准し、最後にバージニア州が1791年12月15日にこれに続いた。トーマス・ジェファーソン国務長官は、1792年3月1日に10か条の首尾よく批准された修正条項の採択を発表した。

## 適用可能性
修正第4条とそれが保障する人格権 (personal rights) は、長い歴史を有する。権利章典は当初連邦政府のみを規制しており、初めは長い「司法的休眠」(judicial dormancy) の段階を経験した; 歴史家ゴードン・S・ウッドの言葉では、「批准後まもなく、ほとんどのアメリカ人は憲法の最初の10修正条項のことを忘れた」。州際通商法やシャーマン法が可決された19世紀末まで、刑事法に関しての連邦の裁判管轄は狭かった。麻薬などその他の分野を含むよう連邦の刑事裁判管轄が拡大されたことで、修正第4条についてより多くの疑問が合衆国最高裁判所に持ち込まれた。最高裁はこれらの疑問に、一方では政府の捜索・押収を行う権力は個人のプライバシーと人格上の安全への執行官憲による恣意的かつ弾圧的な干渉が予防されるように修正第4条によって制限されていると述べ、もう一方ではこの修正条項の根本的な目的を「その政府の官吏が犯罪を捜査しているか、それ以外の機能を実行しているかにかかわらず、当該公の行為者 (government actor) による特定の恣意的かつ侵害的な行動から、人 (person) のプライバシー、尊厳、安全を」保障することであるとあらましを論じることで応答した。シュマーバー対カリフォルニア州事件（1966年）における最高裁によれば、国家による令状のない侵入から個人のプライバシーと尊厳を保護することが修正第4条の最も重要な機能である。なぜならば「警察による恣意的な侵害からの人のプライバシーの確保」は「修正第4条の核心にあり」、「自由な社会の基礎」であるためである。エンティック対キャリントン事件（1765年）やボイド対合衆国事件（1886年）のような歴史的先例を指摘しつつ、最高裁はシルバーマン対合衆国事件（1961年）において、修正第4条の核心は自らの住居に引き下がり (retreat) 、そこで政府の不合理な侵入 (unreasonable governmental intrusion) から自由になる権利であると判示した。最高裁判所は、バーガー対ニューヨーク州事件（1967）において、修正第4条の保護は「身体、家屋、書類および所持品」に限られず、「会話」を含むと宣言した。1975年、ニューヨーク州控訴裁判所はこう述べた: 「不法な捜索および押収に対する憲法上の保護の基本的な目的は、ありとあらゆる人々のプライバシーと安心 (security) を政府によるすべての恣意的な侵入から防護することである。したがって、個人の安心感とプライバシーに対する侵入が、嫌がらせをする意図で、または単なる出来心、気まぐれやくだらない好奇心に基づいて行われたときにはいつでも、憲法の精神が破られたことになり、権利を侵害された当事者は違法収集証拠排除法則または適切な形態の民事的な補償に訴えることができる」。最高裁判所はトレス対マドリード事件（2021年）において、カマラ対サンフランシスコ市郡立裁判所事件（1967年）を参照しつつ、修正第4条の焦点は個人のプライバシーと安全であって、政府職員による恣意的な侵害の個別の形態ではないと論じた。マップ対オハイオ州事件（1961年）において、最高裁判所は修正第4条は修正第14条の適正手続条項を通じて各州に適用されると判示した。
修正第4条についての判例法は、3つの主要な論点を扱う: 政府のどのような活動が「捜索」や「押収」なのか、何が捜索および押収を行うための相当な理由を構成するのか、そして修正第4条の権利の侵害はどのように処理されるべきかである。
「修正第4条の捜索と押収の法理には、公衆の安全と個人の自由への憲法上の権利との間の複雑な妥協が絡む。」:1669 修正第4条は、典型的には「警察と大衆の間に挿入される中立かつ超然とした権威 (neutral and detached authority)」を要求し、またそれは「一般令状」または「無差別に、かつ捜査されている犯罪との関連を顧みずに」捜索が実施されることを許可する法律によって侵害される。なぜならば「修正第14条を通じて各州に対して執行可能である修正第4条の、『不合理な』捜索および押収の禁止を通じた基本的な目的は、個人のプライバシーおよび安全を政府職員による恣意的な侵入から守ること」だからである。
修正第4条は、捜索または逮捕は一般に司法によって認可された令状 (warrant) を必要とするということを意味すると判示されている。なぜならば、修正第4条の下の基本原則は、「事前の裁判官 (judge) または司法官 (magistrate) による承認のない、司法手続きの外で実施された捜索〔および逮捕〕は、当然に (per se) 不合理である」というものだからである。そのような令状が合理的とみなされるためには、それは相当な理由によって支持され、また宣誓をしていることで発給裁判所に対し責任を負う人（通常は法執行官）によって提供された具体的な情報に従った範囲に限られていなければならない。最高裁はさらにチャンドラー対ミラー事件（1997年）でこう判示した: 「修正第4条の下で合理的となるためには、捜索は一般的には不法行為の個別的な疑い (individualized suspicion of wrongdoing) に基づいていなければならない。しかし、時に『法執行機関にとっての通常の必要を超えた特別の必要』に基づいて、この基本原則への特殊化された (particularized) 例外が許されることがある。〔中略〕そのような『特別の必要』が主張された場合には、裁判所は当事者らによって提出されている公と私の相反する利害を綿密に検討する、文脈に特化した (context-specific) 審理を行わなければならない」。テリー対オハイオ州事件（1968年）における最高裁によれば、あらゆる具体的な捜索および押収の合理性は、合理的な注意力の人物であれば当該取られた行動が適切であったと当然に考えるかどうかという基準と比較して、具体的な状況に照らして評価されなければならない。この修正条項は政府による捜索・押収に適用されるが、政府の代理として行動していない民間人または民間組織によってなされるそれには適用されない。オンタリオ市対クオン事件（2010年）において、最高裁はこの修正条項をその雇用主体としての能力における市政府に適用し、オンタリオ市は市政府が支給した受令機を用いて送信されたテキストメッセージの文字起こしを通信会社から取得して調査した際、市警察官の修正第4条上の権利を侵害しなかったと判決した。

### 捜索

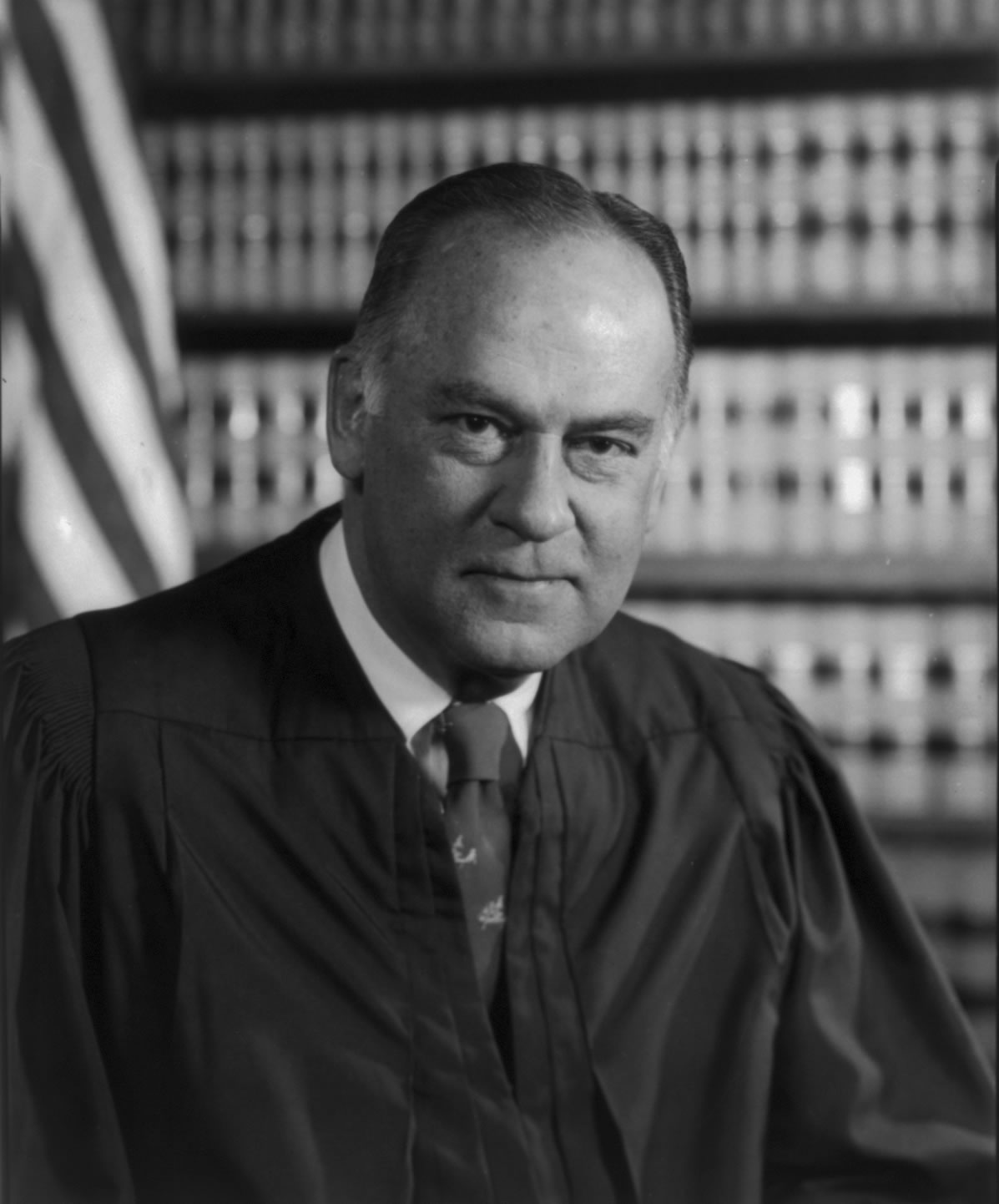
ポッター・ステュアートは修正第4条の保障を電子的監視まで拡大したカッツ対合衆国事件において多数意見を執筆した。

修正第4条の判例において分岐点となる問題の一つは、「捜索」が発生したかどうかである。修正第4条の当初の判例法は、市民の財産権を要としていた——つまり、情報を収集する目的で「身体、家屋、書類、および所持品」を政府が物理的に侵害した場合に、修正第4条の本来の意味においての「捜索」が発生したとしていた。オムステッド対合衆国事件（1928年）のような20世紀初頭の最高裁判決は、修正第4条の権利は物理的侵害のケースに適用されるが、警察の監視活動のその他の形態（例えば電話盗聴）には適用されないと判示した。シルバーマン対合衆国事件（1961年）において、最高裁はこの修正条項について「核心的には、人の自らの住居に引き下がり、そこで政府の不合理な侵入から自由になる権利」であると述べた。
修正第4条による保護はカッツ対合衆国事件（1967年）によって大きく拡大された。カッツ事件において、最高裁判所はその射程を個人のプライバシー権を含むよう拡張し、政府が公衆電話のブースの窓ガラスの外側に取り付けられたマイクで盗聴した時点で捜索が発生したと判断した。ブースへの物理的侵入はなかったが、最高裁は以下のように論証した: 1) カッツは、ブースに入って後ろの扉を閉めたことによって「自分が受話器に向かって発する言葉が世界中に放送されることはない」という自らの期待を顕示した; そして 2) 社会は彼の期待は合理的であったと考えている。ポッター・ステュアート判事は、多数意見に「修正第4条は場所ではなく人を保護する」と記した。修正第4条の文脈における「捜索」は、政府が人の「プライバシーの合理的な期待」を侵害した際に発生する。したがって、カッツの合理的なプライバシーの期待は、当該政府の侵入は物理的というよりは電子的なものであったが、修正第4条でカバーされる捜索であり、そのため令状を必要としていたと判示する根拠を提供した。最高裁は、裁判所として修正第4条にプライバシーへのいかなる一般的な権利をも見出すものではなく、そしてこの盗聴は適切な手続きが取られていれば認可されていたであろうと述べた。
カッツにおけるこの判断はのちにスミス対メリーランド州事件（1979年）で採用され修正第4条の文脈において捜索が発生したかどうかを判断するために広く使用されることとなる二段階テスト (two-prong test) に発展した:
1. ある人が「実際の（主観的な）プライバシーへの期待を示しており」、そして
2. 社会がこの期待は（客観的に）合理的であると認識する準備ができている。

最高裁は、自発的に第三者に共有された情報には修正第4条は適用されないと判示している。スミス事件において、最高裁は個人は自らがダイヤルする電話番号に関して、その番号をダイヤルする際にその情報を電話会社に意図的に供与していることから、「プライバシーの正当な期待」(legitimate expectation of privacy) を有しないと判示した。しかし、カーペンター対合衆国事件（2018年）において、個人はたとえ携帯電話の記録を自ら「第三者」（すなわち、携帯電話会社）に提出していたとしても、その情報に関して修正第4条の下でプライバシーへの合理的な期待を有するとされた。カーペンター判決以前は、法執行機関はある携帯電話ユーザーが何か月もの間どこに移動したかや他のどの携帯電話ユーザーと交流したかを含む携帯電話位置情報 (cell site location information、CSLI) を収集することができた。カーペンター対合衆国事件は、第三者の法理をわずかに狭め、法執行機関に対しCSLI記録を受け取る前にまず捜索令状を取得するよう要求したことで、画期的な判例となっている。「5対4の〔カーペンターの〕判決において、最高裁は政府はこのプライベートな情報を令状なしに取得したことでカーペンター氏のプライバシーの合理的な期待を憲法上侵害したと判断し、『わずかに』プライバシー権に味方する判決をなした」。
カッツ判決を受け、修正第4条の捜索の判例の大部分がプライバシーへの権利に着目したが、合衆国対ジョーンズ事件（2012年）において、最高裁はカッツ判決の基準はそれ以前の判例法を置き換えたのではなく、むしろ補完したものであると判決した。ジョーンズ事件において、法執行官らはジョーンズの認知または同意のないまま、自動車の外面にGPS装置を取り付けた。最高裁は、ジョーンズは当該車両の受寄者 (bailee) であり、そのため車両に対する財産権を有すると結論付けた。したがって最高裁は、当該車両への侵入——コモン・ロー上の不法侵害 (trespass)——は情報を収集する目的のためであった以上、それは修正第4条の下の捜索であったと判示した。最高裁は、フロリダ州対ジャーディンズ事件（2013年）において類似した「不法侵害」の理由付けを利用し、家屋の正面玄関で匂いを嗅がせるために麻薬探知犬を連れてきたことは捜索であったと判示した。
特定の状況では、法執行機関は逮捕に求められる相当な理由 (probable cause) を欠いていても、犯罪活動の合理的な疑いがある場合に捜索を実行することができる。テリー対オハイオ州事件（1968年）の下で、法執行官は特定の状況において相当な理由未満のレベルの疑いについて限定的な令状なき捜索を実施することを許可された。最高裁は、テリー判決において、ある警察官が、その警察官に「犯罪活動が進行中であり」、その人物が武器を所持していてさらにその人物が当該警察官またはその他の者にとって現に危険であると合理的に信じさせる「尋常でない振る舞い」("unusual conduct") を目撃した場合、当該警察官はその疑わしい人物が武器を携帯しているかどうかを確定させるためにボディーチェック (pat-down searchまたはfrisk) を行うことができると判示した。この拘束と捜索はテリー・ストップと呼ばれる。ボディーチェックを行うためには、官吏は自らの行動を合理的に正当化する個別具体的かつ言語化可能 (articulable) な事実を、それら事実からの論理的な推論と合わせ、指摘できなければならない。フロリダ州対ロイヤー事件（1983年）で確立されたように、そのような捜索は一時的 (temporary) でなければならず、質問は停止の目的の範囲に限られる（たとえば、ある人物が盗難車を運転していると信じる合理的な疑いがあったためにその人物を停止させた警察官は、その車が盗まれたものではないことを確認した後は、その人物に禁制品などその他の物事についての質問に回答するよう強制することはできない）。

### 押収

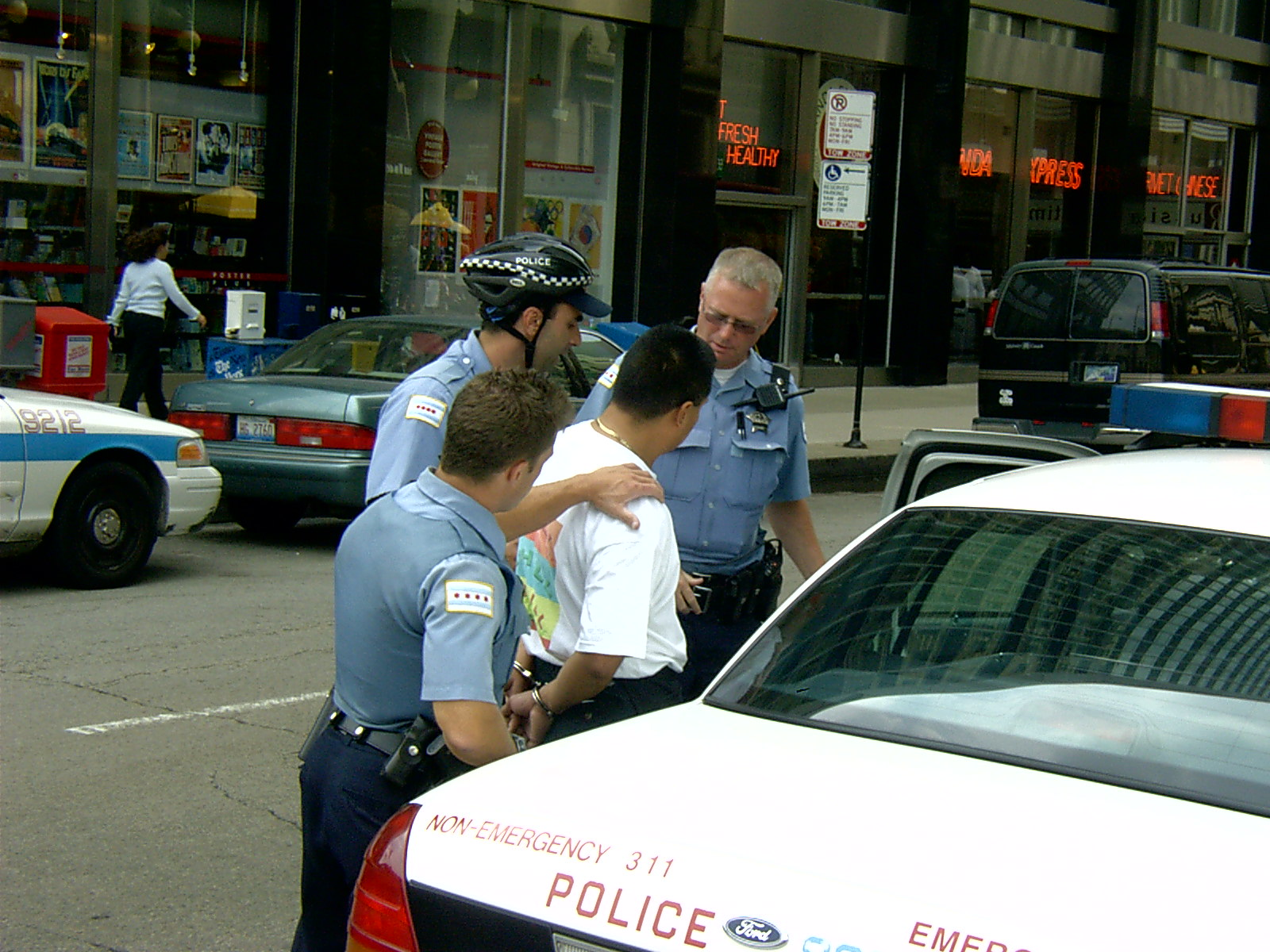
シカゴ市警察が男を逮捕する様子。

修正第4条は令状なきいかなる人 (person)、人の住宅（その付属する庭地 (curtilage) を含む）、または私有財産の不合理な押収 (unreasonable seizure) をも禁じている。財産の押収は、警察官が証拠として用いるために所有者から個人の財産を持ち去ったり、または立退きに参加したときなど、「個人の当該財産の所有による利益 (possessory interests) への何らかの有意な干渉」があったときに発生する。この修正条項はまた短時間の勾留 (detention) を含む身体 (persons) の不合理な押収からも保護する。
政府が個人に公の場所で質問したというだけでは、押収は発生しない。違法収集証拠排除法則は、そのような質問に対する任意の回答がそれに続く刑事訴追において証拠として提出されることを妨げない。移動の自由が制限されていないのであれば、その人は押収されているとは言えない。政府は、わずかな例外を除き、たとえ一瞬でも個人を合理的かつ客観的な根拠 (reasonable, objective grounds) のないまま拘束してはならない。話を聞くことや回答することを拒否することは、それのみでそのような根拠を与えるものではない。
合衆国対メンデンホール事件（1980年）において、最高裁はある人は有形力の行使または権威の誇示によってその移動の自由が制限され、そしてその事態を取り囲む状況において、合理的な人であれば自分には立ち去る自由がないと考えるであろう場合にのみ、押収されていると判示した。トレス対マドリード判決（2021年）の下では、人は拘束しようという意図とともに有形力を行使されれば、たとえその人が脱出に成功したとしても、押収されたとみなされる。フロリダ州対ボスティック事件（1991年）において最高裁は、警察がその要求への服従が義務である (required) というメッセージを伝えない限り、当該警察との接触は修正第4条の保護の外に置かれる「市民同士の遭遇」(citizen encounter) であると判示した。もしある人に政府による質問を無視する自由があるままならば、そこには押収はなく、したがって修正第4条に照らしてその人のプライバシーへの侵害もない。
ある人が逮捕 (arrest) され、警察の勾留下に置かれると、彼は押収 (seize) されたこととなる（つまり、手錠をかけられパトカーの後部座席に座らされた合理的な人は、自分にそこを去る自由があるとは考えない）。一方で、車両停止の対象となった人は、押収はされているが、車両停止は比較的短い接触であり、通常の逮捕よりむしろテリー・ストップに類似するため、「逮捕」されてはいない。もしある人物が違法な行為の疑いの下にないならば、法執行官は個人をその人物が身元を明らかにしたがらないからというのみで逮捕することは、特定の州法がそれを事件として定めていない限り、許されない。州法の下で認められない逮捕に付随する捜索は、逮捕した官吏が相当な理由を有している限り、修正第4条に違反しない。メリーランド州対キング事件（2013年）において、最高裁は重大犯罪での逮捕直後にDNA型鑑定のために綿棒を体腔部に挿入 (swabbing) した警察の合憲性を、警察に彼らが逮捕および拘束した者の指紋や写真をとることを許可したのと同じ論理で支持した。

#### 例外
政府は、いくつかの例外を除き、個人をたとえ一瞬でも合理的かつ言語化可能な疑いのないまま拘束してはならない。デラウェア州対プラウス事件（1979年）において最高裁は、ある警察官は運転免許証と自動車の登録番号を確認するためある自動車を停止させその運転手を拘束したとき、違法な押収をしたと判決した。なぜならば、当該警察官は運転手が無免許であるか、自動車が未登録であるか、または車内の者がその他法律違反により押収の対象であるという言語化可能かつ合理的な疑いを有していなかったからである。
社会のニーズが大きく、そのニーズを満たす他の有効な手段が利用できず、そして国民のプライバシーへの侵害が最小限である場合には、その目的のための特定の無差別の (discretionless) 検問所は一時的に運転手を拘束することができる。合衆国対マルティネス＝フエルテ事件（1976年）において、最高裁判所は無差別の入国検問所を許可した。ミシガン州州警察省対ジッツ事件（1990年）において、最高裁は無差別の飲酒検問所を許可した。イリノイ州対リドスター事件（2004年）において、最高裁判所は情報提供のみのための検問所を許可した。しかし、インディアナポリス市対エドモンド事件（2000年）において、最高裁判所は、裁量的な (discretionary) 検問所または全般的な犯罪対策検問所は許容されないと判示した。

### 令状
修正第4条の下では、法執行機関は、犯罪活動を捜査する際に合法に証拠を捜索し押収するためには、コモン・ロー裁判所 (court of law) またはその他資格のある司法官 (magistrate) から成文の許可を受けなければならない。裁判所はワラント (warrant) と呼ばれるリット (writ) を発付することで許可を与える。捜索または押収は、有効な令状なしで実施された場合は、一般に不合理かつ違憲であり、警察は令状を取得可能な場合は常にそうしなければならない。令状なき捜索および押収は、令状の要請への特に設定され明確に区分された (specifically established and well-delineated) 例外が適用される場合は、不合理とは見なされない。これらの例外は「法執行機関にとっての通常の必要を超えた特別な必要が、令状と相当な理由の要請を実現不能にするような例外的な状況にのみ」適用される。
令状の要請が適用されない状況においてもなお、捜索または押収は不法行為 (wrongdoing) の何らかの個別的な疑い (individualized suspicion) によって正当化されなければならない。しかし、合衆国最高裁判所は個別的な疑いの要請への例外を打ち立てている。同裁判所は、「捜索に巻き込まれるプライバシーの利益が最小限であり、その介入によって促進される重要な政府の利益が個別的な疑いの要請によって危険に晒されるような限られた状況では」、捜索〔または押収〕はなお合理的となると判示した。

### 相当な理由
最高裁判所はバーガー対ニューヨーク州事件（1967年）において、修正第4条の相当な理由の要請の目的は、国家を、特定の犯罪が犯された、または犯されていると信じる理由を持つまで、憲法で保護された区域から締め出すことであると説明した。相当な理由 (probable cause) の基準は、逮捕と捜索で異なる。政府は、「自らが認知しており、またそれについて合理的に信用に足る情報を有している事実と状況」が、当該逮捕者が罪を犯した、または犯していたと、良識ある人に信じさせるであろう場合に、逮捕を行う相当な理由を有していることとなる。逮捕への相当な理由はその逮捕がなされる前に存在していなければならない。逮捕の後で得られた証拠は、当該逮捕を正当化することに遡及的に適用されてはならない。
この修正条項は、警察が捜索を実施する際に、令状が当該捜索が犯罪的活動または禁制品を暴露すると信じる相当な理由を確立するよう要求する。彼らは捜索が必要であると考える法的に十分な理由を有していなければならない。キャロル対合衆国事件（1925年）において最高裁判所は、捜索の相当な理由とは弾力的で常識的な基準 (flexible, common-sense standard) であると述べた。このために、最高裁はダンブラ対合衆国事件（1925年）において、裁判所は当該官吏が入手できる諸事実が特定の物品が禁制品であるか、盗品であるか、または犯罪の証拠として有用であるという信念に「合理的な注意力の者を導く」であろうことを要求するのみであるというキャロル判決の議論を反復し、相当な理由という用語は「有罪判決を正当化できる証拠よりは弱いもの」を意味すると判示した。裁判所は、そのような信念が正しいものか、または誤りよりは事実に近いものであるという立証は何ら要求しない。有罪証拠が含まれているという「実際的な、法律上のでない」可能性が、要求されるすべてである。イリノイ州対ゲイツ事件（1983年）において最高裁は、情報提供者の信頼性は「状況の総体」に基づいて決定されるべきであると判示した。

## 令状の要請への例外

### 同意
当事者が捜索に同意 (consent) を与えた場合、令状は必要とされない。この原則には、与えられた同意の適用範囲、その同意が自由意思によって与えられたかどうか、そして個人は他人の財産の捜索に同意する権利を有するかどうかを含め、例外や混乱がある。シュネックロス対ブスタモンテ事件（1973年）において最高裁は、警察が被疑者にその捜索を拒否する権利を知らせなかったとしても、同意ある捜索はなお有効であると判決した。これは警察からの明示的なミランダ警告なくして放棄できない修正第5条の権利と対照的である。
最高裁は合衆国対マトロック事件（1974年）において、第三者たる共同占有者 (third party co-occupant) は、被疑者の修正第4条上の権利を侵害することなく捜索に同意を与えることができると述べた。しかし、ジョージア州対ランドルフ事件（2006年）において、最高裁判所は共有住居の捜索に1人は同意してもう1人は拒否する2人の共同占有者がどちらもその場にいる場合、警察は令状の要請に対する同意例外の範囲内として当該住居の捜索を行うことはできないと判示した。イリノイ州対ロドリゲス事件（1990年）における最高裁の判断によれば、同意ある捜索は、警察が「見かけの権限者」("apparent authority") の同意を善意で受け入れた場合、たとえ後にその当事者がその問題となっている財産に対して権限を有していなかったことが判明したとしても、なお有効とみなされる。この論点についての1つの示唆的な判例がストーナー対カリフォルニア州事件であり、ここで最高裁は警察官は宿泊客の部屋の捜索への同意についてホテルのクラークという見かけの権限者に善意で依拠することはできないと判示した。

### プレインビューおよびオープンフィールド
クーリッジ対ニューハンプシャー州事件（1971年）での定義によるプレインビューの法理によれば、もしある官吏が合法にそこにいる場合、彼ははっきり見えている（「プレインビュー」("plain view") にある）物体を押収することができる。しかし、その官吏はその物体が禁制品であると信じる相当な理由を有していなければならない。さらに、プレインビューにおける物体の犯罪性はそのそのままの性質において明らかでなければならない。アリゾナ州対ヒックス事件において、最高裁は警察官があるターンテーブルが盗品であることを確認するためにシリアルナンバーを見るためそのターンテーブルを動かした際、プレインビューの法理を逸脱したと判示した。「捜索は捜索である。たとえそれが、たまたまターンテーブルの底を見るだけのものであったとしても。」と、最高裁は宣言した。
同じように、牧草地 (pastures) 、開けた水域 (open water)、森林 (woods) といった開けた広がり（「オープンフィールド」("open fields")）は、そこで行われる行為にはプライバシーへの合理的な期待が存在しないという理由で、令状なしに捜索されることができる。この法理は、「修正第4条によって国民にその『身体、家屋、書類および所持品』について与えられた特別な保護は、オープンフィールドには拡張されない」と述べたヘスター対合衆国判決（1924年）で最高裁によって初めて明言された。
オリヴァー対合衆国事件（1984年）において、警察は「立ち入り禁止」の看板と柵を無視し、令状のないまま被疑者の所有地に立ち入り、数百フィートの道を進み、大麻の畑を発見した。最高裁は、オープンフィールドに関してはプライバシーへの期待がなかったため、捜索は行われていないと判示した:
オープンフィールドはこの修正条項が政府の干渉または監視から保護することを予定されている私的な活動 (intimate activities) の土台を提供しない。作物の栽培のようなオープンフィールドで発生するこれらの活動のプライバシーを保護することに、社会的な利益 (societal interest) はない。
オープンフィールドは修正第4条によっては保護されないが、庭地 (curtilage)、つまり住居を直接取り囲む屋外の区域は保護される。裁判所はこの区域を住居の延長 (extension) として扱い、それ相応に修正第4条の下で（人のオープンフィールドとは異なり）人の住宅に認められるあらゆるプライバシー保護の対象となるとみなしてきた。庭地は「物理的にも心理的にも住宅と密接に結びつけられて」おり、「プライバシーへの期待が最も高められる」場所である。しかし裁判所は、庭地の空中からの監視は、その庭地上空の空域が一般に公衆によってアクセス可能である限り、令状なき捜索からの保護に含まれないと判示してきた。ある区域は、もしそれが「ある者の住居の不可侵性 (sanctity) および生活上のプライバシーと関連する私的な活動を蔵匿している」ならば、庭地である。裁判所はこの判断を、「その区域が住居を取り囲む囲い地の中に含まれているかどうか、その区域が供されている使用の目的の本質、およびその区域を通りすがりの人々の観察から守るために住人によって取られている措置」を審査することによってなす。最高裁は、呼び鈴やドアノッカーは通常、郵便物を配達したり、物を販売したり、施しを乞うたりなどするためにその住居の正面玄関に近づくことについての公衆に対しての招待 (invitation) または許可 (license) として扱われていることを認知してきた。この許可は令状なしに証拠を収集する目的で住居の占有者と「ノック・アンド・トーク」で接触を試みる権利を有する警察にも及ぶ。しかし、警察は令状または家主もしくは住人の同意なくして住宅の正面玄関に匂いを嗅ぐために麻薬探知犬を連れてくることはできない。

### 緊急状況
法執行官は、令状を取得することが危険または非実際的 (impractical) であるような数種類の緊急状況 (exigent circumstances) においても、令状なしでの捜索を実施することができる。テリー対オハイオ州事件（1968年）の下で、警察は武器を探して被疑者をボディーチェックすることを許可された。最高裁はまた、ウィークス対合衆国事件（1914年）において、そうしなければ隠滅される恐れがある証拠を保全し、また被疑者が武装解除されたことを確認するための逮捕された人の捜索を認めた。キャロル対合衆国事件（1925年）において、最高裁は法執行官は禁制品を運んでいると疑った自動車を令状なしで捜索することができると判決した。最高裁はシュマーバー対カリフォルニア州事件（1966年）において、令状を取得している間に被疑者の血中アルコール濃度が減少してしまうおそれに鑑み、飲酒運転の被疑者から令状なしで血液を抜き取ることを許可したが、これは後にミズーリ州対マクニーリー事件（2013年）によって修正された。ウォーデン対ヘイデン事件（1967年）は官吏が被疑者の「緊急追跡」("hot pursuit") 中であった場合の令状の要請への例外を規定した。
緊急状況の一種には、論争を呼んでいるコミュニティケア例外 (community caretaking exception) がある。最高裁はケイディー対ドンブラウスキー事件 (Cady v. Dombrowski)（1973年）において、地方の警察官は連邦法執行官とは異なり「刑事法の違反行為に関する証拠の捜索・捜査・収集とは完全に切り離された」地域の世話 (community caretaking) の機能を果たすことがあることを認知し、そのための警察による自動車の令状なき押収と車内の捜索は修正第4条に違反しないと判示して、この例外を設定した。キャニーリア対ストローム事件（2021年）において最高裁は、警察が自殺願望が疑われる者の住居に令状なしで立ち入り拳銃を押収したことは、コミュニティケア例外を逸脱すると判示した。

### 自動車

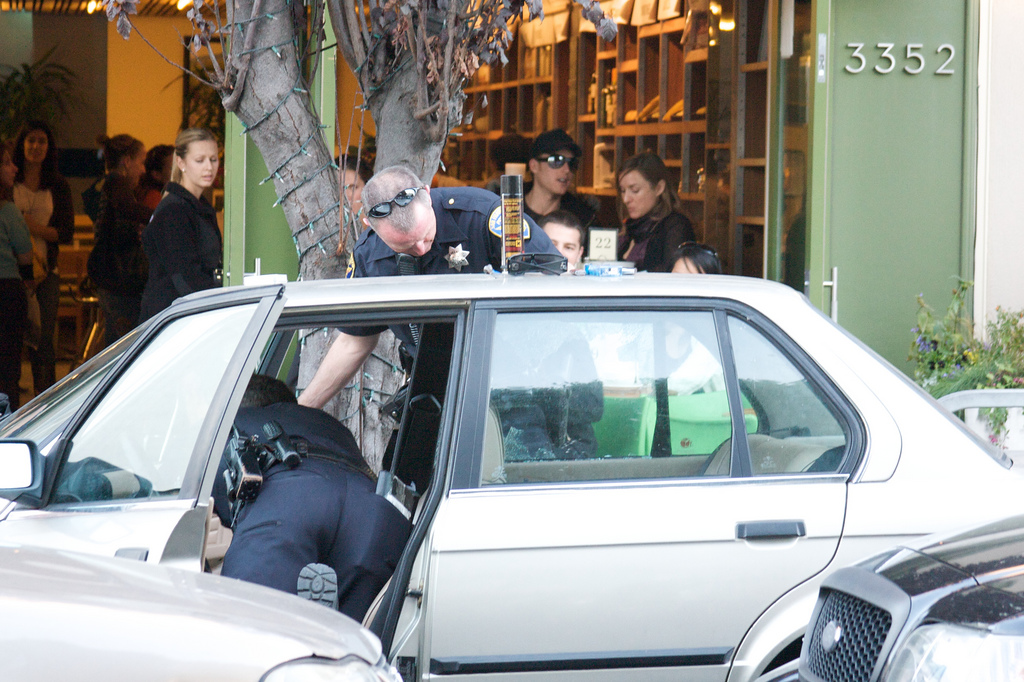
自動車の車内を捜索するサンフランシスコ市警察。

最高裁判所は、自動車の車内にいる個人はプライバシーへの期待度が減らされると判示している。なぜならば 1) 自動車は一般的に住居や所持品の倉庫としては機能せず、そして 2) 自動車は「令状が請求されるべき現場または裁判管轄区からすぐに出ることができる」、からである。自動車は、無作為に停止させられ捜索されてはならず、相当な理由または犯罪活動の合理的な疑いがなければならない。プレインビューにある物品は押収されうる; 武器が隠されていることがありえる部分 (area) もまた、捜索されうる。証拠が存在すると信じる相当な理由があれば、警察官は自動車のあらゆる部分を捜索することができる。しかし、乗員 (passenger) を捜索する相当な理由または乗員の同意なくして、捜索を乗員に拡大することはできない。コリンズ対バージニア州事件（2018年）において、最高裁は自動車例外は住居の庭地 (curtilage) 内に駐車されている自動車の捜索には適用されないと判示した。
アリゾナ州対ガント事件（2009年）において、最高裁は 1) 捜索の時点で、逮捕されている人物が確保されておらず (unsecured)、その自動車の乗用部 (passenger compartment) に手の届く距離 (reaching distance) 内にいるか、または 2) その人物が逮捕されている罪状の証拠がその自動車の中で見つかると警察官が信じる理由がある、のでなければ、法執行官がある車両の内部にいた人を逮捕した後でその自動車を捜索するには、令状が必要であると判示した。

### 合法な逮捕に付随する捜索
イギリス由来のコモン・ローの原則は、逮捕に付随する令状なき捜索を容認する。この原則はアメリカ法においても適用されており、コモン・ローとしての長い歴史を有する。このような捜索の理由付け (justification) は、逮捕された人物が 1) 証拠を隠滅すること、または被疑者を武装解除して 2) 逮捕する官吏に対し武器を用いること、を防ぐためである。合衆国最高裁判所は、被疑者が武器へのアクセスを確保したり、証拠を隠滅したりする「可能性が全くない」場合には、「逮捕に付随する捜索の例外のいずれの理由付けも欠いており、原則は適用されない」と判示した。トルピアーノ対合衆国事件（1948年）において、最高裁判所は「合法な逮捕に付随するものとしての令状なき捜索または押収は常に厳格に制限された権利であると解されてきた。それは逮捕の時点での状況に内在する必要性 (inherent necessities) から発生する。しかしそこには必要性という意味において単なる合法な逮捕以上のものがなければならない」と判示した。合衆国対ラビノウィッツ事件（1950年）において、最高裁はトルピアーノ判決を取り消し、その代わりに、官吏の令状を取得できた機会は逮捕に付随する捜索の合理性 (reasonableness) と深い関係にある (germane) わけではないと判示した。ラビノウィッツ判決は被逮捕者の「直接の支配」("immediate control") の下にあるあらゆる場所が捜索されうると示唆したが、この言葉の意味を明らかにはしなかった。チメル対カリフォルニア州事件（1969年）に判決を下すにあたり、最高裁判所はその以前の判決を明確にした。同裁判所は、官吏にとって、逮捕がなされる際に武器や証拠を探して被逮捕者を捜索することは合理的であると判示した。しかし、最高裁はライリー対カリフォルニア州事件（2014年）において、警察は逮捕者の携帯電話を捜索するためには令状を取得しなければならないと全員一致で判決した。裁判所は、逮捕に付随する令状なき捜索を容認したこれ以前の最高裁判決は、「現在ではいわゆる火星からの訪問者が人間の解剖学的構造の重要な構成部分であると結論付けるかもしれないほど、日常生活に浸透した顕著な一部となっている現代の携帯電話」には適用されないと述べ、こんにちのアメリカ国民の携帯電話は、典型的には「彼らの生活のほぼ全ての側面——平凡なものから個人的なものまで——の電磁的記録」を内蔵していると指摘した。

### 国境捜索例外
アメリカ合衆国の国境またはそれに類するもの（国際空港など）において行われる捜索は、国境捜索例外に従い、令状や相当な理由なしで実施されうる。合衆国税関・国境警備局の完全な捜索権に基づき、ほとんどの国境捜索は、一切のレベルの疑いがなくとも完全に無作為に実施されうる。しかし、裸にしての捜索や体腔部の捜索など旅行客の個人の尊厳に立ち入る捜索は、「合理的な疑い」(reasonable suspicion) に裏付けられていなければならない。第4および第9巡回区合衆国控訴裁判所は、ノートパソコン上の個人的なファイルを含む旅行客の電子機器内の情報は、疑いがなくともランダムに捜索されうると判決している。

### 外国情報活動監視
合衆国対連邦地方裁判所事件（1972年）における最高裁判所の判断は、令状条項に対する外国情報活動監視例外の可能性を残したままにした。3つの連邦控訴裁判所が令状条項に対する外国情報活動監視例外を承認してきたが、それを一定の条件に結び付けてきた。修正第4条への例外は2008年の指令に関して (In re Directives) 判決で外国情報活動監視再審裁判所によって正式に認知された。同下級審は、「修正第4条の令状の要請への外国情報活動の例外は、監視が国家安全保障の目的のために外国の情報を入手するために行われており、またそれが合衆国外に所在すると合理的に信じられている国外勢力 (foreign powers) または国外勢力の代理人に向けられているときに存在する」と判示した。
前記の引用文にもかかわらず、修正第4条の不合理な捜索および押収の禁止は、その手段が何であれあらゆる通信の内容に適用される。なぜならば「人の私的な通信は、個人の書類と同類である (akin)」からである。修正第4条のいう合理性とは、特定の捜索または押収によって増進される合衆国政府の利益が、当該政府の行動に伴う個人のプライバシーまたは移動の自由の喪失を上回る時点である。連邦最高裁判所は、教育委員会対アールズ事件（2002年）において、法執行のための通常の必要を超えた「特別なニーズ」が令状や相当な理由の要請を実行不可能とする場合には、捜索の合理性は、当該個人のプライバシーへの侵害の本質と正当な政府の利益の促進を比較衡量 (balance) することによって決定されると述べた。加えて、イリノイ州対リドスター事件（2004年）において最高裁は、合理性を判断する際、同裁判所は「その押収によってもたらされる大衆の懸念の重大さ、その押収が公共の利益を増進する程度、そして個人の自由に対するその干渉の深刻さ」を考慮すると説明した。アメリカ政府と協力する通信キャリアを法的措置から保護するため、連邦議会はこの種類の監視行為を許可するべく1978年の外国情報監視法を改正する法案を可決した。

### 学校および刑務所
ニュージャージー州対T.L.O.事件（1985年）において最高裁は、公立学校における捜索は、捜索する官吏がその捜索が違法な活動の証拠の発見に帰すると信じる合理的な根拠を有している限り、令状を必要としないと判示した。同じように、サムソン対カリフォルニア州事件（2006年）において、最高裁は政府機関は政府職員による業務に関連する不正行為 (misconduct) の証拠を求めて捜索されうると類似した論拠で判示した。刑務所の監房の捜索は、合理性 (reasonableness) または相当な理由に関していかなる束縛にも服さない。しかし最高裁は、サフォード統一学区対レディング事件（2009年）において、学校の当局者はある学生から薬物を受け取ったという別の学生の主張のみに基づいて当該女子学生を裸にして捜索した時に修正第4条に違反したと判決した。

## 違法収集証拠排除法則
裁判所が修正第4条を執行する方法の一つが、違法収集証拠排除法則 (exclusionary rule) の適用である。この法則は、修正第4条への違反行為を通じて入手された証拠は、一般に被告人の刑事裁判の際に訴追側によって証拠とされえない (not admissible) と規定する。最高裁は、エルキンス対合衆国事件（1960年）において、この法則の機能は「この憲法上の保障を無視することを、そうする動機 (incentive) を取り除くことで抑止し、それの尊重を実効的に利用可能な唯一の方法で強制すること」であると述べた。
最高裁はウィークス対合衆国事件（1914年）において排除法則を適用したが、これ以前はどのように押収されたかに関わらず、すべての証拠が法廷で採用されることができた。シルバーソーン・ランバー社対合衆国事件（1920年）およびナーダン対合衆国事件（1939年）において、最高裁は違法に収集された証拠に由来する情報または他の証拠もまた、裁判において証拠能力を持たないと判示した。フェリックス・フランクファーター判事はナーダン判決においてこの二次的証拠を「毒樹の果実」("fruit of the poisonous tree") と表現した。最高裁判所はウルフ対コロラド州事件（1949年）において排除法則を修正第14条を通じて組み込むことを拒否したが、ウルフ判決はマップ対オハイオ州事件（1961年）で明示的に覆され、修正第4条（違法収集証拠排除法則を含む）が州の司法手続に適用可能になった。
違法収集証拠排除法則とその実効性は、特に1961年の州の司法手続への適用以降、しばしば論議を呼んできた。批判者たちは、この法則は警察の捜査を妨害しており、また信頼できる証拠に基づいて有罪とされた加害者を放免することにつながりかねないと非難する。別の批判者たちは、この法則は警察の違法な捜索を抑止することができていないとする。擁護者たちは、この法則の下で覆された有罪判決の数はごくわずかであり、修正第4条を執行する効果的な仕組みは他に存在しないと主張する。1982年、カリフォルニア州は違法収集証拠排除法則を取り消す規定を含む「被害者の権利章典」を可決した。この章典は修正第4条の下で連邦から委任された権利に影響を及ぼすことはなかったが、州裁判所がこれらの保護をこれ以上拡大することを阻止した。

### 限界
1974年以来、最高裁判所は排除法則を繰り返し制限してきた。合衆国対カランドラ事件（1974年）において最高裁は、大陪審は証人に質問する際に違法に収集された証拠を用いてよいと判示した。なぜならば「違法収集証拠排除法則の先例のない拡張による当該制度への悪影響が、抑止効果のいかなるあり得る増加分の利益をも上回る」からである。この法則の目的の説明として、最高裁はこの法則は「権利を侵害された側の当事者の個人的な憲法上の権利というよりも、その抑止効果を通じて修正第4条による権利を一般に保障するように司法上創設された救済措置 (judicially created remedy) である」と述べた。
1984年の3つの判例は排除法則をさらに制限した:
- 合衆国対レオン事件（英語版）（1984年）[188]において最高裁は、令状に合理的に依拠していた官吏によって押収された証拠は、たとえその令状が後に瑕疵のあるものであったと判明したとしても、官吏が令状を請求するにあたり宣誓供述書 (affidavit) を不誠実に (dishonestly) または無責任に (recklessly) 準備したか、令状を発付した司法官が自らの中立性を放棄したか、令状が十分な個別具体性 (particularity) を欠いていたのでない限り、証拠能力を有すると判示し、この法則に対する「善意」("good faith") 例外を創設した[189]。
- 最高裁は、ニックス対ウィリアムズ事件（英語版）（1984年）[190]において、「毒樹の果実」たる証拠であっても、訴追者がそれが合法な捜査の「避けられない発見」となりえたことを証明できたならば、採用されうると判決した[191]。
- セグラ対合衆国事件（英語版）（1984年）[192]において最高裁は、捜索令状なしに違法に発見された証拠は、その証拠が後にその違法な捜索とは無関係の情報に基づいて発見され合法に押収されたのであれば、証拠能力を有すると判示した[193]。

アリゾナ州対エヴァンズ事件（1995年）およびへリング対合衆国事件（2009年）において最高裁は、政府のデータベースに関する不作為が原因で発見された証拠には、逮捕した警察官がそのデータベースに「善意」で依拠しており、そしてその不作為が全面的 (pervasive) でない限り、違法収集証拠排除法則は適用されないと判示した。デーヴィス対合衆国事件（2011年）において、最高裁は上訴裁判所による法的拘束力のある判例への合理的な依拠の結果としての修正第4条違反には排除法則は適用されないと判示した。ユタ州対ストリーフ事件（2016年）において最高裁は、警察による不法な停止から入手された証拠は、停止中に未解決の令状が発見されたことでその停止と証拠の発見の間の繋がりが「希釈」("attenuate") された場合には、法廷から排斥されないと判示した。
また、最高裁は違法収集証拠排除法則は以下の状況には適用されないと判示している:
- 私的行為者 (private actor)（例えば、政府の職員でない者）によって違法に押収された証拠[202]
- 税に関する審理[203]
- アメリカ税関職員によって収集された証拠[204]
- 国外追放の審理[205]
- 保護観察 (probation) または仮釈放 (parole) 担当官吏によって押収された証拠[206]
- 保護観察または仮釈放の取消しの審理[207]

## メタデータ
2013年12月16日、クレイマン対オバマ事件において、ある連邦地方裁判所はアメリカ国家安全保障局 (NSA) によるアメリカ人の通話記録のメタデータの大規模収集はおそらく修正第4条に違反すると判決した。同裁判所は私人である原告2人について電話データの収集を禁止する仮差止命令を与え、政府に対しそれまでに収集された彼らの記録の一切を破棄するよう命じた。同裁判所は、「この事件で危険にさらされている重大な国家安全保障上の利益と、この憲法上の問題の新規性」を考慮し、政府が控訴するまで判決を猶予した。
しかし、アメリカ自由人権協会対クラッパー事件において、ある連邦地裁はアメリカ政府の地球規模電話データ収集システムは潜在的なテロ攻撃を阻止するために必要であり、そしてそれはあらゆる人の通話が含まれる場合にのみ機能すると判示した。この裁判所はまた、連邦議会は合法的にこのプログラムを設置したのであり、そしてそれは誰の憲法上の権利をも侵害していないと判示した。裁判所は、NSAによって収集されている電話データは、電話のユーザーではなく電話会社に帰属すると結論付けた。また、同裁判所は、NSAがそのようなデータを電話会社から取得して発信者とテロリストの疑いのある者との間の関連を見つけ出すためにそれを分析する際、このさらなるデータの使用はそもそも修正第4条の下での捜索ではないと判示し、この件を拘束する判例はスミス対メリーランド州事件であると結論付け、「スミスの根本的な判示内容は、個人は第三者に提供された情報についてプライバシーへの正当な期待を有しないということである」と述べた。2014年1月2日、アメリカ自由人権協会 (ACLU) はNSAの電話記録の大量収集が合法であるとしたこの判決に控訴すると宣言した。ACLUの法務副部長ジャミール・ジャファーは声明で、「政府はテロリストの疑いのある者の交友関係を追跡することに正当な権利を有するが、それら交友関係の追跡は政府にすべての市民を恒常的な監視に服させることを要請しない」と述べた。